# I need you and YOU
『I need you and YOU』（アイ ニード ユー アンド ユー）は、財津和夫の通算2枚目のアルバム。1980年4月25日発売。

## 解説
ソロシングル『Wake Up』がヒットし、チューリップとしての活動もライブのみとなっていた時期に制作されたアルバムである。
前作『宇宙塵』以上にソロとバンドの作り分けが濃くなっている一方で、第2期チューリップが進めていった宇宙路線に更に近いものもあり、第1期以上に財津がチューリップの中心になっていく過程の一つとして重要なアルバムである。
なお、『不思議なときめき』の演奏及びコーラスにはオフコースが参加しているが、この曲以外には演奏に関するクレジットはされておらず、今作も財津による演奏がされていることが示されている。

## 批評
| 専門評論家によるレビュー | 専門評論家によるレビュー |
| レビュー・スコア         | レビュー・スコア         |
| 出典                     | 評価                     |
| ------------------------ | ------------------------ |
| CDジャーナル             | 否定的                   |

CDジャーナルは、「チューリップという実に素敵なポップ・グループが、何となく消えてしまった最大の原因は財津和夫にあった。」と批評した上で、「人の善さがどれだけかかわりあった人間に迷惑をかけるかということを、彼はしっかり認識すべきだ。」と否定的に評価している。

## 収録曲

### LPレコード
| 全作詞・作曲・編曲: 財津和夫。 |                        |          |            |      |
| #                              | タイトル               | 作詞     | 作曲・編曲 | 時間 |
| 1.                             | 「逃避行」             | 財津和夫 | 財津和夫   | 3:21 |
| 2.                             | 「まるで子供のように」 | 財津和夫 | 財津和夫   | 4:04 |
| 3.                             | 「不思議なときめき」   | 財津和夫 | 財津和夫   | 3:57 |
| 4.                             | 「My Sleazy Babe」     | 財津和夫 | 財津和夫   | 3:41 |
| 5.                             | 「恋と愛の間」         | 財津和夫 | 財津和夫   | 4:41 |
| 合計時間:                      | 合計時間:              | 19:44    |            |      |

| 全作詞・作曲・編曲: 財津和夫。 |                        |          |            |       |
| #                              | タイトル               | 作詞     | 作曲・編曲 | 時間  |
| 1.                             | 「君のせいじゃない」   | 財津和夫 | 財津和夫   | 2:17  |
| 2.                             | 「Wake Up」            | 財津和夫 | 財津和夫   | 4:25  |
| 3.                             | 「I need you and YOU」 | 財津和夫 | 財津和夫   | 10:09 |
| 4.                             | 「あなたはだれ」       | 財津和夫 | 財津和夫   | 2:25  |
| 合計時間:                      | 合計時間:              | 19:16    |            |       |

## 楽曲解説

### A面
1. 逃避行
2. まるで子供のように
3. 不思議なときめき
  - オフコースがコーラスや演奏で参加しており、コーラスワークも相まってオフコース色の非常に濃い楽曲。
4. My Sleazy Babe
  - 1986年にチューリップのツアーで演奏された際は、曲の最後に頭上から下りてきた巨大なタバコの箱に財津が覆われ、顔だけひょっこり出すというギャグ的な演出がされた。
5. 恋と愛の間
  - 財津の詞でしばしば登場する「恋」と「愛」の対比がテーマの楽曲。

### B面
1. 君のせいじゃない
2. Wake Up
  - 前年暮れに先行シングルとして発売されていた楽曲で、CMソングに起用されたことでヒットした。
  - チューリップの第1期末から第2期のライブでしばしば演奏された。
3. I need you and YOU
  - 財津の曲作りのスタンスに始まり、歌詞・曲調が次々と変化して当盤で最長の10分に達する。ポール・マッカートニーのソロ作品を思わせる作品。
4. あなたはだれ